# Siret
Siret es una ciudad con estatus de oraș de Rumania en el distrito de Suceava. Es una de las ciudades más antiguas de la región, capital del antiguo principado de Moldavia.

## Geografía
Se encuentra a una altitud de 315 m sobre el nivel del mar y a una distancia de 479 km de la capital, Bucarest, y a 2 km de la frontera con Ucrania. Es uno de los principales pasos fronterizos al norte, incluyendo conexión vial y ferroviaria.

## Demografía
Según estimación 2012 contaba con una población de 9604 habitantes.
| 1948  | 1956  | 1966  | 1977  | 1992   | 2002  | 2012  |
| 8 058 | 5 664 | 8 018 | 8 264 | 10 071 | 9 329 | 9 604 |